# Cryptops afghanus
Cryptops afghanus är en mångfotingart som beskrevs av Imre Loksa 1971. Cryptops afghanus ingår i släktet Cryptops och familjen Cryptopidae.
Artens utbredningsområde är Afghanistan. Inga underarter finns listade i Catalogue of Life.